# Rafał Śliż
Rafal Sliz, né le 11 juillet 1983 à Wisła, est un sauteur à ski et coureur du combiné nordique polonais.

## Biographie
Licencié au club KS Wisła Ustronianka, dans sa ville natale, il est actif en combiné lors des premières années de sa carrière sportive, prenant part aux Championnats du monde junior et gagnant deux titres nationaux (2002 et 2003).
Il obtient sa première récompense en saut à ski à l'Universiade d'hiver de 2005, où il est médaillé d'argent par équipes.
Il a démarré en Coupe du monde en 2005. Il marque ses premiers points en 2006 à Innsbruck, lors de la Tournée des quatre tremplins.
Il réalise sa meilleure performance dans l'élite en janvier 2009 à Zakopane (13e). Il participe ensuite à ses seuls championnats du monde à Liberec.
Après sa carrière sportive achevée en 2014, il devient entraîneur à Szczyrk.

## Palmarès

### Championnats du monde
| Épreuve / Édition | [[Championnats du monde de ski nordique 2009\|Liberec 2009]] |
| Grand tremplin    | 50e                                                          |

### Championnats du monde de vol à ski
| Épreuve / Édition | [[Championnats du monde de vol à ski 2010\|Planica 2010]] |
| Individuel        | 32e                                                       |

### Coupe du monde
- Meilleur classement général : 49e en 2009.
- Meilleur résultat individuel : 13e.

#### Différents classements en Coupe du monde
| Année     | Classement général final |
| 2005-2006 | 60e                      |
| 2008-2009 | 49e                      |
| 2010-2011 | 65e                      |

### Coupe continentale
- 4 victoires.

## Combiné nordique
Rafał Śliż a été champion de Pologne de combiné en 2002. En 2003, il a remporté le championnat national de sprint.